# AATF
El factor de transcripción antagonista de apoptosis (AATF) es una proteína codificada en humanos por el gen AATF.
La proteína codificada por este gen fue identificada debido a su interacción con MAP3K12/DLK, una proteína quinasa implicada en la inducción de apoptosis. La proteína AATF contiene una cremallera de leucina, que es un motivo característico de los factores de transcripción, y ha demostrado poseer una elevada capacidad de transactivación cuando se encuentra fusionada al dominio de unión a ADN de Gal4. La sobre-expresión de este gen interfiere con la apoptosis inducida por MAP3K12.

## Interacciones
La proteína AATF ha demostrado ser capaz de interaccionar con:
- Sp1[4]
- POLR2J[5]
- PAWR[6]
- Proteína del retinoblastoma[7][2]